# Janet Jackson: Together Again
Janet Jackson: Together Again (с англ. — «Джанет Джексон: Снова вместе») — десятый концертный тур американской певицы Джанет Джексон. О первом этапе тура, затрагивающем Северную Америку было объявлено 12 декабря 2022 года в социальных сетях Джексон. Турне началось 14 апреля 2023 года в Голливуде (штат Флорида, США), и завершилось в Амстердаме (Нидерланды) 10 октября 2024 года. Название отсылает к песне с альбома The Velvet Rope (1997), ставшей мировым хитом.

## Предыстория
Together Again посвящён 50-летней годовщине карьеры Джанет Джексон в индустрии развлечений, 25-летней альбома The Velvet Rope и 30-летней janet.
12 декабря 2022 года Джексон объявила о первых 33 концертах в Северной Америке с апреля по июнь 2023 года. Предварительная продажа билетов началась 13 декабря 2022 года, а основная — 16 декабря 2022 года. В анонсе также говорилось, что Лудакрис станет артистом на разогреве. Четыре дня спустя из-за высокого спроса были добавлены четыре концерта в Голливуде, Атланте, Нью-Йорке и Аллентауне. Позже было объявлено о концерте в Сан-Бернардино в Yaamava' Casino & Resort.
30 апреля 2023 года было объявлено, что Lil’ Kim выступит на разогреве на шоу в Аллентауне. 6 июня 2023 года было объявлено о выступлении в Thunder Valley Casino Resort недалеко от Сакраменто. В ноябре 2023 года Джексон объявила о шести дополнительных концертах на Гавайях и в Японии. На разогреве выступала группа TLC. В декабре были добавлены шоу на Гавайях и Багамах. 16 января 2024 года Джексон объявила о 35 концертах в Северной Америке, которые состоятся в июне и июле того же года; билеты поступили в продажу 19 января. 29 апреля 2024 года объявлено о десяти концертах в Европе, которые состоятся осенью 2024 года. Четыре дня спустя стало известно, что исполнительница будет хедлайнером фестиваля Essence Music Festival в Новом Орлеане 7 июля 2024 года. В июне 2024 года была добавлена дополнительная дата на лондонской арене O2.
17 сентября 2024 года, через два дня после смерти брата Джанет Тито Джексона, концерт 21 сентября на Kyalami Grand Prix Circuit был отменён.

## Награды
| Год  | Организация     | Награда              | Результат | И.     |
| ---- | --------------- | -------------------- | --------- | ------ |
| 2025 | Pollstar Awards | R&B Tour of the Year | Ожидается | [ 20 ] |

## Сет-лист

### Апрель 2023—май 2024
Представлен сет-лист концерта в Голливуде 14 апреля 2023 года. Он может не отражать данные для остальных выступлений этой части турне.
Акт I
1. «Damita Jo»
2. «Together Again» (ремикс DJ Premier)
3. «Feedback[англ.]»
4. «So Much Betta»
5. «If»
6. «No Sleeep» / «Got 'Til It's Gone» / «That's the Way Love Goes» / «Enjoy»

Акт II
1. «What Have You Done For Me Lately» / «Nasty»
2. «The Pleasure Principle»
3. «Because of Love[англ.]»
4. «When I Think of You» / «Diamonds[англ.]»
5. «The Best Things In Life Are Free[англ.]»
6. «Control»

Акт III
1. «When We Oooo» (интерлюдия)
2. «Together Again» (ремикс Deeper)
3. «Come Back to Me[англ.]« / «Let's Wait Awhile[англ.]»
4. «Lonely« / «Funny How Time Flies (When You're Having Fun)[англ.]» (ремикс)
5. «Again[англ.]»
6. «Any Time, Any Place[англ.]»
7. «I Get Lonely» (ремикс TNT)

Акт IV
1. «The Body That Loves You» (интерлюдия) (содержит сэмплы из «Runaway[англ.]», «You Want This[англ.]» и «Spending Time with You»)
2. «Doesn't Really Matter[англ.]»
3. «All for You»
4. «Come On Get Up[англ.]»
5. «Free Xone» / «Throb[англ.]»
6. «Girlfriend/Boyfriend[англ.]» / «Like You Don't Love Me» / «Do It 2 Me»
7. «So Excited[англ.]»

Акт V
1. «New Agenda» / «The Knowledge»
2. «Miss You Much»
3. «Love Will Never Do (Without You)[англ.]»
4. «Alright[англ.]» / «Escapade[англ.]»
5. «Scream»
6. «Black Cat[англ.]»
7. «Rhythm Nation[англ.]»

Акт VI: на бис
1. «Together Again»

### Июнь—октябрь 2024
Представлен сет-лист концерта в Таусанд-Палмс 4 июня 2024 года. Он может не отражать данные для остальных выступлений этой части турне.
Акт I
1. «Night»
2. «2nite»
3. «SloLove»
4. «Rock With U[англ.]»
5. «Throb»
6. «All Nite (Don't Stop)[англ.]»
7. «No Sleeep»
8. «Got 'Til It's Gone»
9. «That's the Way Love Goes»
10. «Love Will Never Do (Without You)»

Акт II
1. «What Have You Done For Me Lately»
2. «Nasty»
3. «The Pleasure Principle»
4. «You Want This»
5. «When I Think of You»
6. «Diamonds»
7. «The Best Things in Life Are Free»
8. «Control»
9. «Son of a Gun (I Betcha Think This Song Is About You)[англ.]»
10. «Take Care»
11. «Let's Wait Awhile» (содержит сэмплы из «Lonely» и «Funny How Time Flies (When You're Having Fun)»)
12. «Again»
13. «Any Time, Any Place»
14. «I Get Lonely»
15. «With U[англ.]»

Акт III
1. «Make Me[англ.]»
2. «All For You»
3. «Alright»
4. «Escapade»
5. «Miss You Much»
6. «Feedback»
7. «So Excited»

Акт IV
1. «State of the World»
2. «The Knowledge»
3. «If»
4. «Scream» (содержит сэмплы из «If» и «Black Cat»)
5. «Rhythm Nation»

На бис
1. «Someone to Call My Lover»
2. «Together Again»

## Персонал
- Эрик «ПикФанк» Смит — бас-гитара
- Майк Рид — ударные
- Эррол Куни — гитара
- DJ Aktive — тёрнтэйбл
- Дэниел Джонс — музыкальный руководитель, клавишные
- Джил Дулдулао[англ.] — креативный директор
- Дин Ли — хореограф
- Лютер Браун[англ.] — хореограф
- Дариус «Дарио» Боутнер — танцор
- Мариуш Маниек Котарский — танцор
- Дензел Чисолм — танцор
- Стивен Гуэро Чарльз — танцор